# Andrei Mureșanu (Cluj-Napoca)

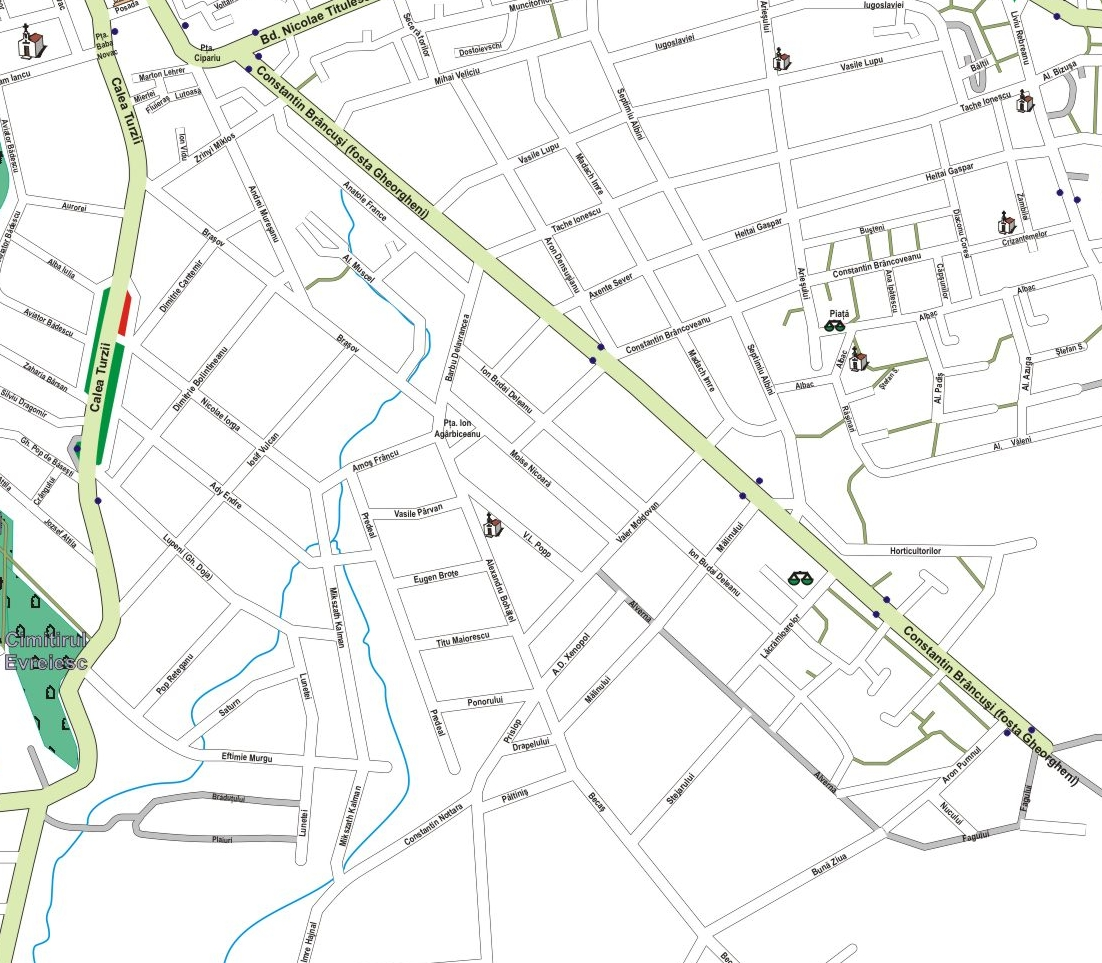
Vue du quartier sur une carte.

Andrei Mureșanu est un quartier résidentiel select de Cluj-Napoca.

## Situation et accès
Il est situé au sud-sud-est du centre-ville. 

## Origine du nom
Il a été nommé en l'honneur du poète Andrei Mureșanu.

## Historique
La plupart des maisons de ce quartier ont été édifiées à la Belle Époque ou durant l'entre deux guerres.